# Excelsior Stadium
L'Excelsior Stadium è uno stadio avente sede ad Airdrie, in Scozia.

## Storia
Venne costruito nel 1998 come stadio di casa dell'Airdrieonians, club poi fallito nel 2002.
Sempre nel 2002, l'impianto divenne lo stadio di casa dell'Airdrie United, la società nata dalle ceneri dell'Airdrieonians.
Inizialmente lo stadio si chiamava Shyberry Excelsior Stadium, dal nome dell'azienda che lo sponsorizzava, mentre ora si chiama semplicemente Excelsior Stadium.
I tifosi, però, non lo chiamano così: infatti questo stadio è meglio noto come New Broomfield, in onore del Broomfield Park, stadio di casa dell'Airdrieonians prima del 1998.

## Record
Il maggior numero di spettatori si registrò il 6 novembre 2005 per la finale di Challenge Cup tra Hamilton Academical e St. Mirren. In questa partita gli spettatori furono 9612.
Il maggior numero di spettatori per una partita dell'Airdrieonians si registrò nell'agosto 1998 per una partita di Scottish League Cup contro il Celtic. Gli spettatori furono 8762.
Il maggior numero di spettatori per una partita dell'Airdrie United si registrò nel gennaio 2007 per una partita di Scottish Cup contro i rivali del Motherwell. Gli spettatori furono 5924.
L'Excelsior Stadium è lo stadio scozzese ubicato alla maggior altitudine: si trova infatti a circa 125 metri sopra il livello del mare.